# Budweiser/G.I. Joe's 200 1995
Budweiser/G.I. Joe's 200 1995 var ett race som var den nionde deltävlingen i PPG IndyCar World Series 1995. Racet kördes den 25 juni på Portland International Raceway. Al Unser Jr. upprepade sin bedrift från Nazareth och vann sitt andra race för säsongen. Den tidigare mästerskapsledaren Jacques Villeneuve hade pole position, men fick inga poäng på söndagen sedan hans fjädring gått sönder. Unser blev initialt diskvalificerad efter målgång, på grund av att plankan under bilen stridigt mot reglerna. Unser fick tillbaka segern efter säsongens slut, men det kom inte att ändra på utgången i mästerskapstoppen. Jimmy Vasser stod som segrare i ett par månaders tid, men fick därmed inte behålla vad som skulle ha varit hans första CART-seger. Den kom istället att komma på Homestead 1996.

## Slutresultat
| Plats | Förare               | Team                     | Grid | Kvaltid  |
| ----- | -------------------- | ------------------------ | ---- | -------- |
| 1     | Al Unser Jr.         | Marlboro Team Penske     | 3    | 1.00,064 |
| 2     | Jimmy Vasser         | Chip Ganassi Racing      | 2    | 1.00,016 |
| 3     | Bobby Rahal          | Rahal-Hogan Racing       | 9    | 1.00,451 |
| 4     | Michael Andretti     | Newman/Haas Racing       | 10   | 1.00,502 |
| 5     | Raul Boesel          | Rahal-Hogan Racing       | 11   | 1.00,565 |
| 6     | Stefan Johansson     | Bettenhausen Motorsports | 12   | 1.00,569 |
| 7     | Maurício Gugelmin    | PacWest Racing           | 4    | 1.00,127 |
| 8     | Robby Gordon         | Walker Racing            | 16   | 1.00,809 |
| 9     | Adrián Fernández     | Galles Racing            | 14   | 1.00,772 |
| 10    | Gil de Ferran        | Jim Hall Racing          | 6    | 1.00,166 |
| 11    | Marco Greco          | Dick Simon Racing        | 22   | 1.01,830 |
| 12    | Christian Fittipaldi | Walker Racing            | 5    | 1.00,128 |
| 13    | Scott Pruett         | Patrick Racing           | 17   | 1.00,968 |
| 14    | André Ribeiro        | Tasman Motorsports       | 20   | 1.01,531 |
| 15    | Eliseo Salazar       | Dick Simon Racing        | 23   | 1.01,878 |
| 16    | Alessandro Zampedri  | Payton/Coyne Racing      | 25   | 1.02,805 |
| 17    | Hiro Matsushita      | Arciero-Wells Racing     | 24   | 1.02,528 |
| 18    | Paul Tracy           | Newman/Haas Racing       | 7    | 1.00,223 |
| 19    | Eric Bachelart       | Payton/Coyne Racing      | 26   | 1.03,436 |
| 20    | Jacques Villeneuve   | Team Green               | 1    | 59,687   |
| 21    | Emerson Fittipaldi   | Marlboro Team Penske     | 15   | 1.00,801 |
| 22    | Danny Sullivan       | PacWest Racing           | 18   | 1.01,023 |
| 23    | Teo Fabi             | Forsythe Racing          | 13   | 1.00,596 |
| 24    | Carlos Guerrero      | Dick Simon Racing        | 21   | 1.01,771 |
| 25    | Eddie Cheever        | A.J. Foyt Enterprises    | 19   | 1.01,219 |
| 26    | Bryan Herta          | Chip Ganassi Racing      | 8    | 1.00,240 |